# Eksterhoningeter
De eksterhoningeter (Certhionyx variegatus) is een honingeter uit het (sinds 2008) monotypisch geslacht Certhionyx van zangvogels uit de familie honingeters (Meliphagidae).

## Kenmerken
De vogel is 15 tot 20 cm lang en weegt 22 tot 29 gram. Het mannetje is bont gekleurd, met een overwegend zwarte kop, nek, bovendelen en flanken en verder van onder helemaal wit. De vogel heeft een relatief lange, gebogen snavel en een wit vlekje onder het oog. Verder een opvallende witte band over de vleugel en witte stuit en bovenstaartdekveren. Het vrouwtje is iets kleiner en ziet er totaal anders uit. Zij is van boven bruin, naar de kop toe geleidelijk lichter tot grijs en van onder wit en met vage bruine streepjes.

## Verspreiding en leefgebied
De vogel komt voor in het droge midden van Australië van de westkust tot in Queensland, maar niet aan de oostkust. Het leefgebied bestaat uit scrubland en savanne, ook in zandwoestijn en rotsig terrein en met daarin bomen en struiken die nectarrijke bloemen hebben. Soms ook in de westelijke kustgebieden.

## Status
De grootte van de populatie is niet gekwantificeerd en is plaatselijk algemeen. De indruk bestaat dat de soort stabiel blijft en het verspreidingsgebied is groot, daarom staat de soort als niet bedreigd op de Rode Lijst van de IUCN.